# Francesco Antonio d'Arco

Stemma della famiglia D'Arco

Francesco Antonio Gerolamo D'Arco Chieppio Ardizzoni, Conte del Sacro Romano Impero (Milano, 1º agosto 1848 – Mantova, 7 maggio 1917), è stato un imprenditore e politico italiano.

## Biografia
Era figlio del conte Luigi d'Arco e della contessa Giovanna de Capitani d'Arzago di Milano. 
Pertanto era discendente dal ramo mantovano dei D'Arco, famiglia nobile di origine trentina attestata fin dal XII secolo, grande proprietario terriero. 
Fu consigliere (1873-1893) e assessore comunale di Mantova (1874-1875), e anche consigliere provinciale di Mantova, membro della deputazione provinciale e deputato per sei legislature. Tra il 1891 e il 1892 ha ricoperto l'incarico di sottosegretario al Ministero degli esteri.

## Discendenza
Ebbe una figlia da Maria Cantoni -modista di umili origini- che non sposò mai pur riconoscendo la figlia.
- Giovanna (1880-1973), sposò Leopoldo Guidi di Bagno [1]